# Artur Morengejm
Artur Pavlovitj Morengejm (russisk: Артур Павлович Моренгейм, tysk: Arthur von Mohrenheim) (født 8. juni 1824 i Moskva, død 19. oktober 1906 i Pau) var en russisk baron, diplomat og politiker.
Morengejm blev i 1845 ansat ved udenrigstjenesten, hvor han i perioden 1851-56 var ansat ved ambassaden i Wien og 1858-67 i Berlin. Han blev i 1867 gesandt i København, hvor han efterfulgte Nikolaj Pavlovitj von Nicolay. Før sin tiltræden havde han i 1866 været medvirkende til at arrangere ægteskabet mellem storfyrst Alexander (III) og prinsesse Dagmar. Ved den fransk-tyske krigs udbrud advarede han stærkt den danske regering mod overilede skridt. Han modtog Storkorset af Dannebrogordenen med ordenstegnet i diamanter, og ved sin afgang i 1882 fik han Elefantordenen. Han blev efterfulgt af grev Carl Toll.
Fra København forfremmedes Morengejm til ambassadørposten i London 1882-84 og havde den tilsvarende post i Paris fra 1884-98. Morengejm arbejdede her for en tilnærmelse mellem Frankrig og Rusland og regnes for en af de russiske statsmænd, der har haft størst andel i den fransk-russiske alliances tilblivelse. Med stor energi arbejdede han således for det franske eskadrebesøg i Kronstadt 1891, den russiske kejsers besøg i Paris 1896 og præsident Félix Faures genvisit i Sankt Petersborg august 1897, da alliancen proklameredes, ligesom han også virkede for optagelsen af de store russiske lån i Frankrig. Efter sin afsked som ambassadør blev han medlem af rigsrådet.